# Якоб I (маркграф Бадена)
Якоб I Баденский (нем. Jakob I. von Baden, 15 марта 1407 — 13 октября 1453) — маркграф Бадена, правивший в период с 1431 по 1453 годы.

## Биография
Якоб Баденский был старшим сыном маркграфа Бернхарда I и его жены Анны фон Эттинген (нем. Anna von Oettingen). Получивший всеобъемлющее и, с другой стороны, по желанию отца строгое религиозное образование, уже в 1425 году Якобу было доверено управление владением Хахберг. Спустя три года, в 1428 году Иоганн V фон Шпонхайм передал ему, совместно с Фридрихом III Фельденцским, правление в графстве Шпонхайм.
Как все баденские маркграфы этого времени, Якоб I следовал в кильватере имперской политики, и в 1431 году участвовал в Гуситских войнах. И позднее он выступал как сторонник имперской партии, в 1444 году в Старой цюрихской войне поддержав Габсбургов во главе с королём Фридрихом III, и в начале 1445 года в Хагенау присоединившись к защитному договору против Швейцарского союза.
Совместно с Альбрехтом Ахиллом Бранденбургским, майнцским архиепископом Дитрихом Шенком фон Эрбахом и Ульрихом Вюртембергским Якоб Баденский входил в костяк так называемого Мергентхаймского союза, последовательно выступавшего против имперских городов. Как союзник герцога Ульриха Якоб I поддержал его в конфликте с Эслингеном и Вайлем.
Как и император Фридрих, Якоб Баденский не признал за Фридрихом Пфальцским титул курфюрста, и поддержал Людвига фон Лихтенберга в его конфликте с графом Лейнингеном, попытавшимся военной силой принудить Лихтенбергов принять власть Фридриха. Этот конфликт «унаследовал» затем сын Якоба Карл I.
Незадолго до своей смерти в апреле 1453 года Якоб I основал духовную коллегию (капитул) при приходской церкви Бадена, чем придал ей статус коллегиальной.

## Семья
25 июля 1422 года Якоб I заключил брачный союз с Екатериной Лотарингской. Их дети:
- Карл (1427—1475), маркграф Бадена с 1454 года
- Бернхард (ок. 1428—1458), блаженный Католической церкви
- Иоганн (1430—1503), архиепископ Трира с 1456 года
- Маргарита (1431—1457), первая жена Альбрехта Ахилла Бранденбургского
- Георг (1433—1484), маркграф Бадена в 1453—1454 годах, епископ Меца с 1459 года
- Маркус (1434—1478), каноник, администратор епископства Льеж при Луи де Бурбоне в 1465—1468 годах
- Матильда (ум. 1458), аббатиса в Трире

- Рудольф (вне брака), комтур Ордена иоаннитов в Юберлингене